# Cornelia de repetundis
Cornelia de repetundis o Cornelia repetundarum va ser una llei romana establerta pel dictador Luci Corneli Sul·la l'any 673 de la fundació de Roma (80 aC) que restablia la comperendinatio (ajornament d'un judici), abolida per la llei Atilia repetundarum, i determinava que pel delicte de suborn s'havien d'aplicar penes majors que les que marcava la legislació anterior.